# Liste des épisodes de Black-ish
Cet article présente la liste des épisodes de la série américaine Black-ish diffusée sur ABC depuis le 24 septembre 2014. En France, la série est diffusée depuis le 18 mars 2017 sur Comédie+.

## Épisodes
| Saisons | Saisons | Épisodes | États-Unis        | États-Unis    | France           | France           |
| Saisons | Saisons | Épisodes | Début de saison   | Fin de saison | Début de saison  | Fin de saison    |
| ------- | ------- | -------- | ----------------- | ------------- | ---------------- | ---------------- |
|         | 1       | 24       | 27 septembre 2014 | 14 mai 2015   | 18 mars 2017     | 22 avril 2017    |
|         | 2       | 24       | 23 septembre 2015 | 18 mai 2016   | 29 avril 2017    | 3 juin 2017      |
|         | 3       | 24       | 21 septembre 2016 | 10 mai 2017   | 18 février 2018  | 6 mai 2018       |
|         | 4       | 23       | 3 octobre 2017    | 16 mai 2018   | 16 octobre 2019  | 20 novembre 2019 |
|         | 5       | 23       | 16 octobre 2018   | 21 mai 2019   | 27 novembre 2019 | 1er janvier 2020 |
|         | 6       | 23       | 24 septembre 2019 | 5 mai 2020    | Date inconnue    | Date inconnue    |

### Première saison (2014-2015)
La première saison est diffusée du 24 septembre 2014 au 20 mai 2015 sur ABC, aux États-Unis. Seulement après avoir diffusé six épisodes, ABC a commandé une saison complète de 24 épisodes.
1. Rester vrai (Pilot)
2. La Discussion (The Talk)
3. Le Signe de reconnaissance (The Nod)
4. Chacun à sa place (Crazy Mom)
5. La Fessée (Crime and Punishment)
6. Le Roi des farces (The Prank King)
7. La Faim justifie les moyens (The Gift of Hunger)
8. Les Femmes de sa vie (Oedipal Triangle)
9. La Team Johnson au rapport (The College Tour)
10. Le Père Noël n'a pas de couleur (Black Santa/White Christmas)
11. Les Lois de l'attraction (Law of Attraction)
12. Dre joue les professeurs d'histoire (Martin Luther Skiing Day)
13. Une dispute de taille (Big Night, Big Fight)
14. Touche pas à ma fille (Andre From Marseille)
15. L'Art de la vanne (The Dozens)
16. Le Poids des parents (Parental Guidance)
17. Le Déni de la quarantaine (30 Something)
18. Le Mensonge de Dre (Sex, Lies and Vasectomies)
19. Mieux qu'à la télé (The Real World)
20. Remise en question (Switch Hitting)
21. Les 10 000 commandements (The Peer-ent Trap)
22. Motus et bouche cousue (Please Don't Ask, Please Don't Tell )
23. La Honte de la famille (Elephant in the Room)
24. Voyage dans le temps (Pops' Pops' Pops)

### Deuxième saison (2015-2016)
Le 8 mai 2015, la série est renouvelée pour une deuxième saison, qui a été diffusée du 23 septembre 2015 au 18 mai 2016 sur ABC.
1. Le Mot en «n» (The Word)
2. Pierre, feuille, ciseaux... arme à feu (Rock, Paper, Scissors, Gun)
3. Jamais chez le docteur (Dr. Hell No)
4. Le Jour des papas (Daddy's Day)
5. La Révélation (Churched)
6. Des bonbons ou une beigne (Jacked O' Lantern)
7. Papa Charlie (Charlie in Charge)
8. Le Code d'honneur (Chop Shop)
9. Le Soutien à la communauté (Man at Work)
10. Un Noël vieille école (Stuff)
11. La Meilleure Amie de Dre (Plus Two Isn't a Thing)
12. Les Amours de Ruby (Old Digger)
13. La Folie des grandeurs (Keeping Up with the Johnsons)
14. Comme un poisson dans l'eau (Sink or Swim)
15. Chassez le naturel ? (Twindependence)
16. Leçon d'espoir  (Hope)
17. Vivons sport (Any Given Saturday)
18. Une nounou d'enfer (Black Nanny)
19. La Guerre des tuteurs (The Leftovers)
20. Johnson contre Johnson (Johnson & Johnson)
21. Le Johnson Show (The Johnson Show)
22. Une histoire de richesse (Super Rich Kids)
23. Papa poule (Daddy Dre-Care)
24. Rien qu'un rêve (Good-ish Times)

### Troisième saison (2016-2017)
Le 3 mars 2016, ABC a renouvelé la série pour une troisième saison, qui a été diffusée du 21 septembre 2016 au 10 mai 2017 sur ABC aux États-Unis.
1. Vacances en première classe (VIP)
2. Les Croisades de Dre (God)
3. Junior Président (40 Acres and a Vote)
4. Qui a peur du grand homme noir ? (Who’s Afraid of the Big Black Man?)
5. La Purge (The Purge)
6. Le Rêve américain (Jack of All Trades)
7. La Trêve de Thanksgiving (Auntsgiving)
8. 50 nuances de noir (Being Bow-Racial)
9. Les Pistonnés (Nothing but Nepotism)
10. La Divine enfant (Just Christmas, Baby)
11. Les Dangers d'internet (Their Eyes Were Watching Screens)
12. L'Amour contre la division (Lemons)
13. Un homme en colère (Good Dre Hunting)
14. Un prénom, une histoire (The Name Game)
15. Le Meilleur d'entre nous (I'm a Survivor)
16. Juré d'un jour (One Angry Man)
17. Le Scandale de la poupée (ToysRn’tUs)
18. La Maternité selon Dre (Manternity)
19. Une campagne qui déchire (Richard Youngsta)
20. Les apparences sont trompeuses (What Lies Beneath)
21. Quand les poussins quittent le nid (Sister, Sister)
22. Ma sœur cette inconnue (All Groan Up)
23. Premiers pas à l'université (Liberal Arts)
24. En attendant bébé (Sprinkles)

### Quatrième saison (2017-2018)
Le 10 mai 2017, ABC renouvelle la série pour une quatrième saison, qui a été diffusée du 3 octobre 2017 au 16 mai 2018.
1. Juneteenth
2. Mère nature (Mother Nature)
3. Arnaques et contre-attaques (Elder. Scam.)
4. Avancez jusqu'à la case départ (recevez $200) (Advance to Go (Collect $200))
5. L'École publique (Public Fool)
6. Premières et dernières fois (First and Last)
7. Sortie de prison (Please Don't Feed the Animals)
8. À mon bon cœur (Charity Case)
9. Titre français inconnu (Sugar Daddy)
10. Titre français inconnu (Working Girl)
11. Héritage (Inheritance)
12. Maman a toujours raison (Bow Knows)
13. Femme entretenue (Unkept Woman)
14. La guerre des mamies (R-E-S-P-E-C-T)
15. Libres penseurs (White Breakfast)
16. L'anniversaire de Pops (Things Were Different Then)
17. Pâques dans la joie et la bonne humeur (North Star)
18. Éducation noire (Black Math)
19. Une histoire de chien (Dog Eat Dog World)
20. Cinquante-trois pour cent (Fifty-Three Percent)
21. Souvenirs et désillusions (Blue Valentime)
22. Dommage Collatéral (Collateral Damage)
23. La maison de mes rêves (Dream Home)

### Cinquième saison (2018-2019)
La cinquième saison est diffusée depuis le 16 octobre 2018 sur ABC.
1. Année sabbatique (Gap Year)
2. La fête des voisins (Don't You Be My Neighbor)
3. Marqués à vie (Scarred of Life)
4. Purple Rain (Purple Rain)
5. Le bon deuil (Good Grief)
6. Le monde du travail (Stand Up, Fall Down)
7. La nouvelle copine de Rainbow (Friends Without Benefits)
8. La toile de Noël (Christmas in Theater Eight)
9. Les joies du camping (Wilds of Valley Glen)
10. Les Noirs comme nous (Black Like Us)
11. Valse en La mineur (Waltz in A Minor)
12. Les temps changent (Dreamgirls and Boys)
13. La pub de père en fils (Son of a Pitch)
14. Le Mois de l'Histoire Afro-américaine (Black History Month)
15. Le gamin de Compton (#JustakidfromCompton)
16. Le pardon (Enough is Enough)
17. Dre, ce mentor (Each One, Teach One)
18. Andre Johnson est une bonne personne (Andre Johnson: Good Person)
19. Sous surveillance (Under the Influence)
20. Peur du quartier (Good in the 'Hood)
21. Pour lamour du sport (FriDre Night Lights)
22. Angoisse parentale (Is It Desert or Dessert?)
23. Relativement adulte (Relatively Grown Man)

### Sixième saison (2019-2020)
Elle est diffusée depuis le 24 septembre 2019 sur ABC.
1. La question se Pops (Pops the Question)
2. Chaque jour, je galère (Every Day I'm Struggling)
3. Féminimaniaque (Feminisn't)
4. Quand je serai grand (garçon) (When I Grow Up (To Be a Man))
5. Bad and boujee (Mad and Boujee)
6. Tout le monde accuse Raymond (Everybody Blames Raymond)
7. Les filles pour les nuls (Daughters for Dummies)
8. Oh Mère, où es-tu (O Mother Where Art Thou?)
9. L’université de Dre (University of Dre)
10. Père Noël (Father Christmas)
11. Mal aux cheveux (Hair Day)
12. Patron Papa (Boss Daddy)
13. Crise de l’enfance (Kid Life Crisis)
14. Aventure à Ventura (Adventure to Ventura)
15. Le gant (The Gauntlet)
16. Game over (Friendgame)
17. Tu connais mal Jack (You Don't Know Jack)
18. Meilleur mari secondaire (Best Supporting Husband)
19. Père à tout faire (Dad Bod'y of Work)
20. La poule mouillée (A Game of Chicken)
21. Earl, à suivre (Earl, Interrupted)
22. Un bébé de plus (…Baby One More Time)
23. Mal d’amour (Love, Boat)

### Septième saison (2020-2021)
Elle est diffusée depuis le 21 octobre 2020.
1. Les élections (Election Special)
2. La pizza du héros (Hero's Pizza)
3. Dre en confinement (Dre at Home Order)
4. Conflit de génération (Age Against the Machine)
5. Noces de Ruby (Our Wedding Dre)
6. Une fille au pays des garçons (babes in Boyland)
7. Noël à Compton (Black Out)
8. Black Out (Compton around a Christmas Tree)
9. Mon cousin Gary (What About Gary)
10. Les bons conseils de Rainbow (First Trap)
11. Délits et conséquences (High Water Mark)
12. Couper le cordon (Mother and Child Deunion)
13. Rien ne va plus (Things Done Changed)
14. Le veganisme selon Jack (Jack's First Stand)
15. La compétition (100 Yards and Runnin)
16. L'oiseau quitte le nid (Move in Ready)
17. Dîner chez Jr (My Dinner with Andre Johnson Jr)
18. Missions et Ambitions (Missions & Ambitions)
19. Pas de secret entre nous (Snitches and Boundaries)
20. Légendes urbaines (Urbain Legend)

### Huitième saison (2022)
Cette dernière saison de treize épisodes est diffusée du 4 janvier au 19 avril 2022 sur ABC.
1. Mon amie Michelle (What are Friends For ?)
2. Dans la cour des grands (The Natural)
3. Nouvelle génération (Bo Mow)
4. Premier job (Hoop Dreams)
5. Méthode d'édu cassons (Ashy to Classy)
6. La mentor (Mom Mentor)
7. Sneakers à la douzaine (Sneakers by Dozen)
8. Le mariage de mon ami du boulot (My Friend's Work Wedding)
9. Et le vainqueur est... (And the Winner is...)
10. Jeune, doué et noir (Young, Gifted and Black)
11. La dernière danse ou presque (One Almost Last Dance)
12. Si un homme pleure noir pleure au fond des bois... (If A Black Man Cries in the Woods)
13. Les adieux (Homegoing)